# 杰登·沃恩
杰登·沃恩（英語：Jayden Warn，1994年5月23日—），澳大利亚男子轮椅橄榄球运动员。他曾代表澳大利亚参加2016年和2020年夏季残疾人奥林匹克运动会轮椅橄榄球比赛，其中2016年夏季残奥会获得一枚金牌。